# Sant Boi de Llobregat (Gerichtsbezirk)
Der Gerichtsbezirk Sant Boi de Llobregat ist einer der 25 Gerichtsbezirke in der Provinz Barcelona.
Der Bezirk umfasst 4 Gemeinden auf einer Fläche von 54,09 km² mit dem Hauptquartier in Sant Boi de Llobregat.

## Gemeinden
| Gemeinde                             | Einwohner (2024) | Fläche km² | Dichte Einw./km² | Cod INE | Postleitzahl |
| ------------------------------------ | ---------------- | ---------- | ---------------- | ------- | ------------ |
| Sant Boi de Llobregat                | 84.831           | 22,13      | 3.833            | 08200   | 08830        |
| Sant Climent de Llobregat            | 4.182            | 10,78      | 388              | 08204   | 08849        |
| Santa Coloma de Cervelló             | 8.335            | 7,49       | 1.113            | 08244   | 08690        |
| Torrelles de Llobregat               | 6.155            | 13,69      | 450              | 08289   | 08629        |
| Gerichtsbezirk Sant Boi de Llobregat | 103.503          | 54,09      | 1.914            | –       | –            |